# دهستان خزل شرقی
خزل شرقی، دهستانی از توابع بخش خزل شهرستان نهاوند در استان همدان ایران است.

## جمعیت
براساس سرشماری سال ۱۳۸۵ جمعیت آن ۱۲٬۹۲۶ نفر (۳٬۰۲۸ خانوار) بوده‌است.